# Siemion Nowikow
Siemion Michajłowicz Nowikow (ros. Семён Михайлович Новиков, ur. 2 lutego?/15 lutego 1908 w Aleksandrowsku Gruszewskim w Obwodzie Wojska Dońskiego, zm. 3 kwietnia 1978 w Kijowie) – radziecki polityk, I sekretarz Komitetu Obwodowego Komunistycznej Partii Kazachstanu w Akmole (1958-1960).

## Życiorys
Od 1925 sekretarz gminnego komitetu Komsomołu, potem sekretarz i przewodniczący komitetu wykonawczego rady rejonowej w obwodzie orłowskim. Od 1928 w WKP(b), w latach 1930–1931 w Armii Czerwonej, 1931–1932 przewodniczący rejonowej rady związków zawodowych, 1932–1933 kierownik wydziału i zastępca sekretarza rejonowego komitetu WKP(b), 1933–1937 pomocnik szefa wydziału politycznego sowchozu, 1937–1939 i 1939–1940 I sekretarz komitetu rejonowego Komunistycznej Partii (bolszewików) Ukrainy w obwodzie czernihowskim, 1941 sekretarz Komitetu Obwodowego KP(b)U w Czernihowie ds. kadr. Od 1941 szef Wydziału Specjalnego NKWD zgrupowania partyzanckiego i zastępca dowódcy Czernihowskiego Zgrupowania Partyzanckiego ds. wywiadu, od marca do września 1943 komisarz tego zgrupowania, 1943–1946 III sekretarz Komitetu Obwodowego KP(b)U w Czernihowie, 1946–1949 słuchacz Wyższej Szkoły Partyjnej przy KC WKP(b). Od 1949 do maja 1952 II sekretarz, a od maja 1952 do lutego 1954 I sekretarz Komitetu Obwodowego KP(b)U/KPU w Izmaile, od 27 września 1952 do 17 stycznia 1956 członek KC KPU, od lutego 1954 do kwietnia 1955 II sekretarz Komitetu Obwodowego KP(b)U w Odessie. Od kwietnia 1955 do stycznia 1958 I sekretarz Komitetu Obwodowego KPK w Semipałatyńsku, od stycznia 1958 do grudnia 1960 I sekretarz Komitetu Obwodowego KPK w Akmole, od grudnia 1960 do kwietnia 1963 I sekretarz Komitetu Obwodowego KPK w Kokczetawie. W latach 1963–1978 kierownik Wydziału Organizacyjnego Zarządu Spraw Rady Ministrów Ukraińskiej SRR, w 1978 do śmierci szef Wydziału I Ministerstwa Ubezpieczeń Społecznych Ukraińskiej SRR. Deputowany do Rady Najwyższej ZSRR 6 kadencji.

## Odznaczenia
- Order Czerwonego Sztandaru
- Order Czerwonego Sztandaru Pracy (dwukrotnie)
- Order Bohdana Chmielnickiego I klasy
- Order Czerwonej Gwiazdy
- Order „Znak Honoru”